# Mk.76 ミサイル射撃指揮装置
Mk.76 ミサイル射撃指揮装置（英語: Mark 76 Guided Missile Fire Control System：Mk.76 GMFCS）とは、アメリカ海軍のミサイル射撃指揮装置である。
Mk.76 GMFCSは、テリア・システムを構成するシステムの一つであり、RIM-2 テリア / RIM-67 スタンダードERの射撃誘導に用いられる。

## 火器管制レーダー
火器管制レーダーとしては、当初はAN/SPQ-5が用いられた。これは、タロス用のAN/SPG-49から派生して開発されたCバンドの追尾レーダーで、ビームライディング誘導機能を備えていた。
その後、テリアミサイルが誘導方式をセミアクティブ・レーダー・ホーミング（SARH）に変更して以降はAN/SPG-55に変更された。これはCバンドのパルス波で目標の追尾を行い、Xバンドの連続波照射によりミサイルを誘導するものであった。

## 搭載艦
アメリカ海軍
- キティホーク級航空母艦（シースパローに換装され後日撤去）
- ボストン級ミサイル巡洋艦
- プロビデンス級ミサイル巡洋艦
- 原子力ミサイル巡洋艦「ロングビーチ」
- リーヒ級ミサイル巡洋艦
- 原子力ミサイル巡洋艦「ベインブリッジ」
- ベルナップ級ミサイル巡洋艦
- 原子力ミサイル巡洋艦「トラクスタン」
- ファラガット級（クーンツ級）ミサイル駆逐艦

 イタリア海軍
- ドゥーカ・デッリ・アブルッツィ級巡洋艦「ジュゼッペ・ガリバルディ」（後日装備）
- アンドレア・ドーリア級ヘリコプター巡洋艦
- ヘリコプター巡洋艦「ヴィットリオ・ヴェネト」

 オランダ海軍
- デ・ロイテル級巡洋艦「デ・ゼーヴェン・プロヴィンシェン（英語版、オランダ語版）」（後日装備。ペルー海軍への売却時にヘリコプター巡洋艦に改装され撤去）